# Phenacolimax stabilei
Phenacolimax stabilei is een slakkensoort uit de familie van de Vitrinidae. De wetenschappelijke naam van de soort is voor het eerst geldig gepubliceerd in 1880 door Lessona.